# Torneo Europeo di Qualificazione Olimpica FIBA 1984
Il torneo Torneo Europeo di Qualificazione Olimpica FIBA 1984 si disputò in Francia dal 15 al 25 maggio 1984, e vide la qualificazione ai Giochi della XXIII Olimpiade della Spagna, della Francia e della Germania Ovest (qualificatasi a seguito della rinuncia della Unione Sovietica.
Il torneo si giocò in cinque città francesi: Le Mans, Saint-Quentin, Orléans, Grenoble e Parigi.

## Classifica finale
| Pos | Squadra          |
| --- | ---------------- |
| 1.  | Unione Sovietica |
| 2.  | Spagna           |
| 3.  | Francia          |
| 4.  | Germania Ovest   |
| 5.  | Grecia           |
| 6.  | Svezia           |
| 7.  | Gran Bretagna    |
| 8.  | Israele          |
| .   | Turchia          |
| .   | Svizzera         |
| .   | Finlandia        |
| .   | Irlanda          |
| .   | Belgio           |
| .   | Austria          |
| .   | Paesi Bassi      |
| .   | Bulgaria         |